# 直原冬明
直原 冬明（じきはら ふゆあき、1965年 -）は、日本の小説家、推理作家。

## 経歴・人物
岡山県赤磐市生まれ。京都産業大学理学部計算機科学科卒業。プリンターメーカー営業、衆議院議員秘書を経る。退職後の2001年より、アルバイトをする傍らエンターテインメント小説新人賞への応募を開始する。2009年、「オルドリンの無念」が第55回江戸川乱歩賞の最終候補作に選ばれる。2014年、「一二月八日の奇術師」で光文文化財団が主催する第18回日本ミステリー文学大賞新人賞を受賞する（選考委員:あさのあつこ、笠井潔、今野敏、藤田宜永）。2015年、同作を『十二月八日の幻影』と改題し刊行、小説家デビューを果たす。好きな作家として、横溝正史、浅田次郎、フレデリック・フォーサイスを挙げている。好きなアーティストとして、デヴィッド・ボウイを挙げている。

## 作品リスト
- 十二月八日の幻影（2015年2月 光文社）
- 幻影たちの哀哭（2016年11月 光文社）
- 秒速１１．２キロの熱情（2018年8月 講談社）